# Abolicionismo de la monarquía
El abolicionismo de la monarquía es el movimiento político que busca el fin de los elementos monárquicos en el gobierno, generalmente hereditarios.
La abolición de la monarquía se ha llevado a cabo históricamente de varias maneras, incluida la abdicación que conduce a la extinción de la monarquía, la reforma legislativa, la revolución, el golpe de Estado y la descolonización. La abolición se hizo más frecuente en el siglo XX, con el número de monarquías en Europa cayendo de 22 a 12 entre 1914 y 2015, y el número de repúblicas aumentando de 4 a 34. La descolonización y la independencia han resultado en la abolición de las monarquías en un número de antiguas colonias y virreinatos, como aquellos creados por España.
Las motivaciones para la abolición incluyen el igualitarismo y los puntos de vista anti-clase, la oposición a las instituciones no democráticas y hereditarias, la percepción de la monarquía como anacrónica u obsoleta, y la oposición a un monarca o dinastía en particular. En muchas colonias y antiguas colonias, abolir la influencia de la monarquía de un estado colonizador se considera parte de la descolonización.
En el siglo XXI, algunos países son monarquías pero tienen movimientos republicanos significativos, como en España y Australia.
Desde principios del siglo XX, las restauraciones de las monarquías han sido relativamente raras. Ejemplos son la monarquía española, que desde 1947 había sido una regencia con un trono vacante, pero que fue restaurada en 1975; el restablecimiento en 1991 del emirato de Kuwait tras la abolición en 1990 y la guerra del Golfo; y una transición de Camboya en 1993 de una república marxista-leninista a una monarquía electiva.

## Antigüedad

### Monarquía romana
Durante más de 250 años, Roma fue una monarquía de carácter electivo. El séptimo y último rey de Roma, Tarquinio el Soberbio, utilizó la violencia, el asesinato y el terror para mantener el control sobre Roma como ningún rey anterior los había utilizado, derogando incluso muchas reformas constitucionales que habían establecido sus predecesores. El punto de inflexión de su reinado sucedió cuando permitió que su hijo, Sexto, violara a Lucrecia, una patricia romana. Un pariente de Lucrecia, Lucio Junio Bruto, convocó al Senado, la institución de poder legislativo de la nobleza romana, que decidió la expulsión de Tarquinio en el año 510 a. C., y del resto de sus parientes poco después.
Inmediatamente después de la expulsión del monarca se creó un Senado permanente que decidió abolir la monarquía convirtiendo a Roma en una república en el año 509 a. C. Se creó el nuevo cargo de Cónsul, asignado expresamente a dos senadores. Inicialmente, los cónsules poseían todos los poderes que antaño tenía el rey, pero compartidos con otro colega consular. Posteriormente, dichos poderes fueron divididos, añadiendo nuevas magistraturas que los acapararon individualmente, evitando la concentración que originalmente poseía el monarca.
Este modelo de gobierno se prolongó durante casi 500 años, hasta que en el 27 a. C. el Senado le otorgó a Augusto el título de emperador de los romanos, poniendo con esto fin al período republicano de Roma.

## Edad Moderna

### Monarquía inglesa
Bajo el liderazgo de Oliver Cromwell, en 1649, el rey Carlos I fue juzgado por alta traición, condenado y ejecutado. Esto marcó la conclusión de la guerra civil inglesa que resultó en la abolición de la monarquía local el Parlamento de Inglaterra e iniciando un período republicano (en el marco de las Guerras de los Tres Reinos). Después de once años, en 1660, una monarquía limitada fue restaurada, pero estando sujeta a un Parlamento independiente.

## SigloXIX
El siglo XIX vio la abolición de numerosas monarquías de África y Asia, y su integración territorial en el marco de imperios coloniales. 